# Luis Leonardo Almagro Lemes
Luis Leonardo Almagro Lemes (Paysandú, 1 de juny de 1963) és un advocat i diplomàtic uruguaià pertanyent al Front Ampli. Va ser el ministre d'Afers Exteriors del govern de José Mujica. És l'actual Secretari General de l'OEA.

## Biografia
Nascut a Paysandú, al nord-oest de l'Uruguai, es llicencià en dret a la Universitat de la República el 1987 a Montevideo. Des de 1988 realitzà una sèrie de cursos de diplomàcia a l'Institut Artigas de Servei Exterior.
La seva trajectòria diplomàtica començà el 1988 quan se'l nomenà representant de la Cancelleria a la UNESCO. Entre 1989 i 1991 va ser president del Comitè de Cooperació Internacional de la Junta Nacional de Prevenció del Tràfic Il·lícit i Ús Abusiu de Drogues.
El 1991 va ser nomenat Primer Secretari i encarregat de negocis a l'ambaixada de l'Uruguai a la República Islàmica de l'Iran, càrrec que va mantenir fins al 1996, quan va treballar a la Direcció General d'Assumptes Polítics. Entre 1997 i 1998 va ser coordinador nacional del Grup de Valdívia. A partir de 1998 i fins al 2003 va treballar a l'ambaixada uruguaiana a Alemanya.
El maig de 2005 va ser nomenat Director de la Unitat d'Assumptes Internacionals del Ministeri de Ramaderia, Agricultura i Pesca, i va ser l'assessor del llavors ministre José Mujica. El 2007 va ser nomenat ambaixador de l'Uruguai a la República Popular de la Xina durant el govern de Tabaré Vázquez, càrrec que va mantenir fins al 2010 quan el president electe, José Mujica, el va nomenar Canceller de la República.

## Obres
- Almagro, Luis. Una visión diferente sobre la inserción internacional. (2004)
- Almagro, Luis. Bases para una política de inserción comercial externa. (2005)
- Almagro, Luis. Agencia del Comercio Exterior. (2005)
- Almagro, Luis. Estrategia de la Unidad de Asuntos Internacionales. (2005)
- Almagro, Luis. Perspectiva sobre los eventuales acuerdos de libre comercio. (2006)